# マリンランド (カナダ)
マリンランド（英: Marineland、仏: Marineland）は、カナダの州ナイアガラフォールズにある水族館と遊園地の複合施設である。水族館にはベルーガやイルカなどが飼育されており、シャチのショーなどが行われている。正式名称はマリンランド・オブ・カナダ（英: Marineland of Canada Inc.、仏: Marineland of Canada Inc.）